# 斯科特半島
74°22′S 117°58′W / 74.367°S 117.967°W
斯科特半島（英語：Scott Peninsula）是南極洲的半島，位於瑪麗伯德地，長31公里，美國地質調查局根據測量和該國海軍的空中照片繪入地圖，現時由南極條約體系管理。